# Chiesa della Madonna della Reggia
La chiesa della Madonna della Reggia è una chiesa di Umbertide in provincia di Perugia. Costruita a partire dalla seconda metà del Cinquecento per custodire una miracolosa immagine della Madonna, il cantiere si è a lungo trascinato durante il Seicento e completato alla metà del secolo. La chiesa contiene numerose e importanti opere, soprattutto tele e sculture del Cinquecento.

## Storia
La chiesa sorse nella seconda metà Cinquecento in prossimità del torrente Reggia, che le diede il nome, per volere del popolo umbertidese. L'edificio venne realizzato per custodire un affresco miracoloso che al tempo si trovava all´interno di una cappella nelle vicinanze. I lavori furono diretti inizialmente dagli architetti Galeazzo Alessi e Giulio Danti, autori dei disegno originario. Dal 1583 il cantiere fu assunto da Bino Sotii, poi da Mariotto da Cortona nel 1600, da Rutílio nel 1623 e, infine, da Bemardino Sermigni nel 1640.
La cupola originaria, che manifestò segni di cedimento poco dopo l'edificazione, fu ricostruita agli inizi del Seicento a cantiere ancora aperto e l'impianto primitivo del monumento, pensato da Alessi e Danto, fu modificato solo parzialmente. La consacrazione del tempio avvenne nel 1751. La denominazione di Collegiata deriva dal fatto che nella seconda metà del Settecento, a chiesa ultimata, si trasferì qui una collegiata dei canonici istituita nel 1765 nella chiesa di San Giovanni Battista.
L'ultimo restauro, di dimensioni notevoli, è stato praticato durante l'ultimo decennio del Novecento. La chiesa di Santa Maria della Reggia è attualmente sede della Parrocchia di San Giovanni Battista.

## Struttura e opere
L'originale costruzione è di forma ottagonale all´esterno e circolare all´interno, di 22 metri di diametro per un'altezza complessiva di 40 metri. Esternamente, l'edificio appare molto spoglio e abbastanza disarmonico, risultato dovuto al cantiere quasi secolare e alle diverse figure che lo hanno diretto, le quali non sono state in grado di mantenere un disegno costante. È principalmente in mattoni a vista, con lesene decorative agli spigoli dell'ottagono, e diviso in tre ordini digradanti. Il portale d'ingresso, abbastanza semplice, si apre su uno dei lati dell'ottagono di baso.
L'interno della chiesa, dunque a pianta centrale, possiede un'aula unica all'interno, senza deambulatorio. Un motivo decorativo a serliana, con colonne binate di ordine tuscanico riveste le pareti interne e incornicia i vari altari laterali. Di pregevole fattura è la pavimentazione in marmi policromi, risalente al Seicento. Fra le opere più importanti si ricordano:
- Le quattro tele apposte sul tamburo: una Vergine in gloria con i Santi Maria Maddalena, Giovanni Battista e Evangelista, Andrea, Francesco e Apollonia attribuibile a scuola romana del Cinquecento, l'Ascensione al cielo con i santi Benedetto, Romualdo, Savino e Vescovo, opera di Niccolò Circignani del 1578, la Beata Vergine di Loreto con i Santi Andrea Avellino ed Ubaldo, di Alaboyna, un autore locale, del 1749 e il Santo Chierico regolare con il Cristo che gli presenta la croce coevo al precedente e del medesimo autore;
- L'altare della Madonna, decorato da un ricco drappeggio con angeli in gloria, stucco del 1725 che incornicia l'affresco centrale del Quattrocento, cioè l'immagine miracolosa per la quale si costruì la chiesa, raffigurante la Vergine in trono con Bambino e Santi.
- L'altare del Santissimo Sacramento Fastosa, opera di intaglio ligneo dorato di Peter Kraas, realizzato nel 1680. Nello stesso altare si trova inoltre un prezioso tabernacolo in legno dorato del Cinquecento
- Un fonte battesimale del Cinquecento in marmo bianco.
- L'altare di San Giuseppe, con una preziosa statua del santo del Cinquecento.